# Kafr el Sheikh (gouvernement)
Kafr el Sheikh (Kafr ash Shaykh, Arabisch: كفر الشيخ) is een van de 29 gouvernementen van Egypte. Het ligt aan de Middellandse Zeekust van het land ten noorden van de hoofdstad Caïro en ten westen van de rivier de Nijl. Kafr el Sheikh heeft een oppervlakte van ruim 3400 vierkante kilometer ofwel 0,34% van Egypte. Eind 2006 had het gouvernement 2.618.111 inwoners, begin 2019 was het gestegen tot 3.478.267.
De hoofdstad van het gouvernement is het gelijknamige Kafr el Sheikh. In het noorden ligt een groot meer, het Burullusmeer.
Het gouvernement Kafr el Sheikh ontstond rond 1952 toen het werd afgesplitst van de nu zuiderbuur Al Gharbiyah.
Belangrijke economische sectoren in Kafr el Sheikh zijn de verwerking van katoen, rijst, visserij, zuivel en bietsuiker. Het gouvernement heeft ook een onafhankelijke universiteit met de faculteiten Handel, Werktuigbouwkunde, Landbouw, Dierengeneeskunde en Kunst.